# Carlo Cantone
Carlo Cantone (Napoli, 16 settembre 1985) è un cestista italiano.

## Carriera

### Le giovanili e la Juvecaserta
Carlo Cantone nasce a Napoli il 16 settembre 1985 e sin da piccolissimo inizia a giocare a pallacanestro a Sant'Antimo, comune a nord di Napoli dove vive e dove da due decenni questo sport aveva preso il sopravvento coinvolgendo sempre più appassionati. Carlo si allena con i suoi pari-età mettendo da subito in mostra il suo talento, che gli permette di scalare le gerarchie e di entrare a far parte ogni anno dei team composti da ragazzi più grandi. Sant'Antimo disputa vari campionati di buon livello in serie B2, con Carlo giovanissimo che si allena con i senior guidati da Coach Francesco "Ciccio" Ponticiello, anch'egli santantimese, prima di fare il salto nella gloriosa Juvecaserta (stagione 2001-2002) fortemente voluto ancora da Ponticiello. A Caserta può confrontarsi con grandissimi giocatori, come Nando Gentile, tornato nella squadra bianconera per chiudere la sua incredibile carriera, che diventa un riferimento importante per il giovane Cantone, non ancora diciottenne. Carlo disputa con la maglia della Juvecaserta anche i campionati giovanili d'eccellenza e questo gli vale anche qualche convocazione nelle nazionali italiane giovanili.

### Dalla serie B alla serie A
Nel 2003 torna a Sant'Antimo per giocare l'allora serie C1 con l'Igea guidata da Giovanni Monda. Nel 2004 la dirigenza dell'Igea richiama in città Ponticiello che, dopo una breve parentesi da gennaio a giugno a Capo d'Orlando, guiderà per le successive 5 stagioni la formazione biancorossa in serie B d'Eccellenza. Ponticiello sceglie Cantone come playmaker titolare, affidandogli dunque le chiavi della regia nel primo campionato nazionale disputato dal team santantimese.
Cantone si mette in mostra ad altissimi livelli, conquistando anche varie convocazioni nell'Italia Under 20. Gli anni a Sant'Antimo sono stupendi per Cantone che attira su di sé l'attenzione di molti club di A2 e A1 ed è proprio nella massima categoria che arriva il trasferimento nella stagione 2007/2008, fortemente voluto dallo Scafati Basket. La parentesi in serie A, sotto la guida di Marco Calvani e con Gigi Datome suo compagno di squadra, non è inizialmente tra le più fortunate, ma Carlo riesce a ritagliarsi spazio e nel gennaio 2008 attira le attenzioni di Coach Recalcati che lo convoca per un raduno della nazionale A. Il giovane santantimese resta in terra salernitana anche l'anno successivo prima di fare ritorno a Sant'Antimo dove disputa la A dilettanti per 2 stagioni e, per la prima volta per i colori biancorossi, la Legadue nella stagione 2011/2012.

### Gli anni in giro per l'Italia
I successivi due anni la formazione santantimese militerà in serie B, e nel 2012/2013 Cantone si trasferisce per la prima volta fuori dalla Campania per andare ad indossare i colori dell'Olimpia Matera, dove disputa due ottime stagioni, guidato da Coach Gianni Benedetto.
Successivamente (2014/2015) arriva il trasferimento a Latina sotto la guida di Franco Gramenzi, poi due anni meravigliosi ad Orzinuovi, dove Carlo vince per la prima volta il campionato di serie B conquistando una bellissima promozione in A2. Nel 2017/2018 Coach Benedetto lo richiama con sé, questa volta a Cento (Ferrara) e con la maglia della Benedetto XIV conquista un'altra promozione in A2, perdendo però la finale di Coppa Italia. L'avventura in terra emiliana si conclude nell'estate del 2018, che segna il suo trasferimento ad Omegna, dove giocherà nella stagione 2018/2019, conquistando finalmente la Coppa Italia ma perdendo la finale per la serie A2.

### Il ritorno in Campania
Nel 2019 il ritorno in terra campana, per indossare la maglia della Virtus Salerno, avventura iniziata con enormi ambizioni ma che purtroppo si conclude anzitempo a causa della pandemia Covid che interrompe i campionati a marzo 2020.
L'estate dello stesso anno segna il ritorno a casa (a 35 anni), stavolta per indossare la maglia della Partenope Sant'Antimo, società napoletana che nel 2019 aveva deciso di approdare a Sant'Antimo per ridare nuova vita al basket santantimese, ancora in serie B. Cantone, nominato Capitano della formazione biancoblu, trascina i suoi alla conquista dei play-off nella stagione 2020/2021 (dopo aver partecipato agli unici disputati a Sant'Antimo fino a quel momento nella stagione 2006/2007 contro Forlì, nda) e viene riconfermato per la stagione 2021/2022, che la squadra termina al 9º posto in classifica, perdendo all'ultima giornata l'opportunità di fare i playoff.
Il 1º luglio 2022 è arrivata la notizia del rinnovo per altre due stagioni con la maglia della PSA. La stagione si rivela la migliore mai vissuta da una squadra santantimese nella terza categoria nazionale, con la squadra che, guidata da Coach Marco Gandini, conquista la finale per la Supercoppa LNP in settembre e poi i playoff per la promozione in A2 a maggio, grazie a 20 vittorie e 10 sconfitte che valgono il quarto e ultimo posto per accedere alla post-season. La PSA perde la semifinale playoff contro la Real Sebastiani Rieti che si impone con un netto 3-0 sui partenopei.
A inizio luglio 2023 la società santantimese annuncia la riconferma di Cantone anche per la stagione 2023/2024. Il 15 ottobre Cantone scende in campo per la sua presenza n° 100 con la maglia della PSA, record per la giovane società santantimese. Il 12 novembre diventa il miglior marcatore della storia della PSA Sant'Antimo raggiungendo quota 820 punti segnati e superando così Roberto Maggio che si era fermato a 819 nella sua esperienza santantimese.
Il 21 aprile, sul campo di Omegna che lo aveva visto protagonista 5 anni prima, realizza 20 punti e aiuta la PSA a conquistare per il 3º anno (in 5 stagioni) i play-off. 
La PSA esce sconfitta ai quarti di finale per l'A2 perdendo 3-1 contro la Pallacanestro Roseto e gara-4 combacia con l'ultima di Cantone con la maglia della sua città d'origine. 

### L'esperienza extra-campo
Nel 2020, che segna il suo ritorno a Sant'Antimo, Cantone dà vita al progetto StartBack che si prefigge di supportare i giovani atleti santantimesi in allenamenti individuali gestiti proprio da lui e dal suo team composto da Allenatori e Preparatori Fisici. Nel luglio 2023 realizza il primo "StartBack Basketball Camp" che vede partecipare ragazzi Under 17, 15 e 13 al Pala Puca di Sant'Antimo in una due giorni di full-immersion nella pallacanestro.
Il 12 dicembre 2023 Cantone annuncia, tramite i social (StartBack Project), una nuova area di questo progetto legata alla Consulenza Sportiva per atleti under, semi-professionisti e professionisti. 

### Ancora una...
Il 29 novembre 2024 arriva l'annuncio della firma di Cantone con la Società Sportiva Felice Scandone Avellino, squadra militante in Serie B Interregionale.
Il 6 gennaio 2025 raggiunge quota 5000 punti segnati tra i professionisti nell'arco di 23 stagioni sportive.
Dopo un girone di qualificazione dominato, la Scandone accede ai play-in gold conference Sud e il 17 aprile, vincendo a Matera con il risultato di 65-61, si qualifica ai playoff per la promozione in Serie B Nazionale.
Dopo aver battuto Angri ai quarti di finale e Monopoli in semifinale, la cavalcata della Scandone Avellino verso la serie B Nazionale si interrompe solo nella decisiva gara-3 di finale in casa della Siaz Piazza Armerina che si impone sugli irpini con il risultato di 68-67 segnando il canestro decisivo a 1' dalla fine del match.
"40 is the new 20"
Alla vigilia dei suoi 40 anni, da compiere il 16/09/2025, è arrivato il passaggio alla "Talents in action" (agenzia di procuratori) e poi il rinnovo con la Scandone Avellino con cui Cantone giocherà dunque anche la stagione 2025/2026.

### Vita privata
È sposato e ha tre figli.

## Palmarès
Campionato Serie B (promozione in A2): 2 (Pall. Orzinuovi 2016/2017; Benedetto XIV Cento 2017/2018)
Coppa Italia Serie B: 1 (Fulgor Omegna 2018/2019)